# Bristol Aeroplane Company
Pour les articles homonymes, voir Bristol.

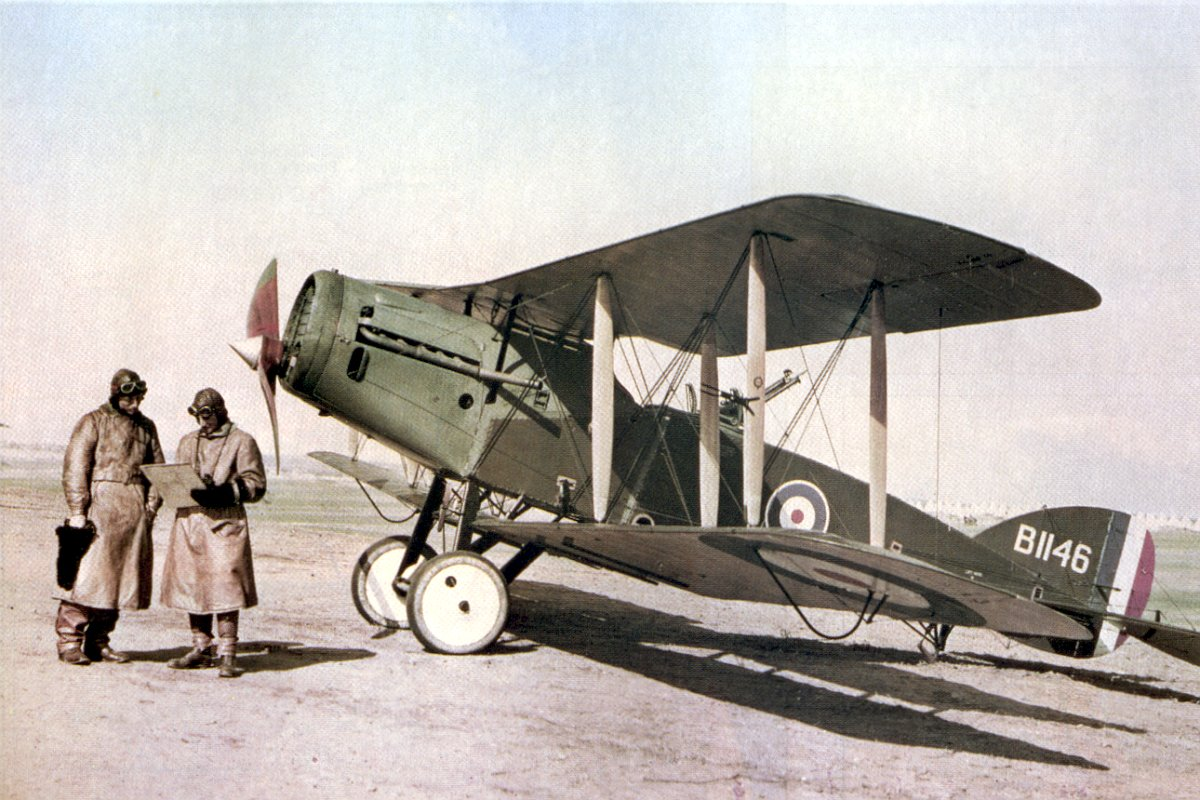
Le biplan Bristol F.2

La Bristol Aeroplane Company est une manufacture anglaise d'aéronautique et de moteurs fondée en 1910 par Sir George White. Elle s’est également distinguée dans les années 1950 en compétition automobile et notamment en Formule 1.

## Histoire

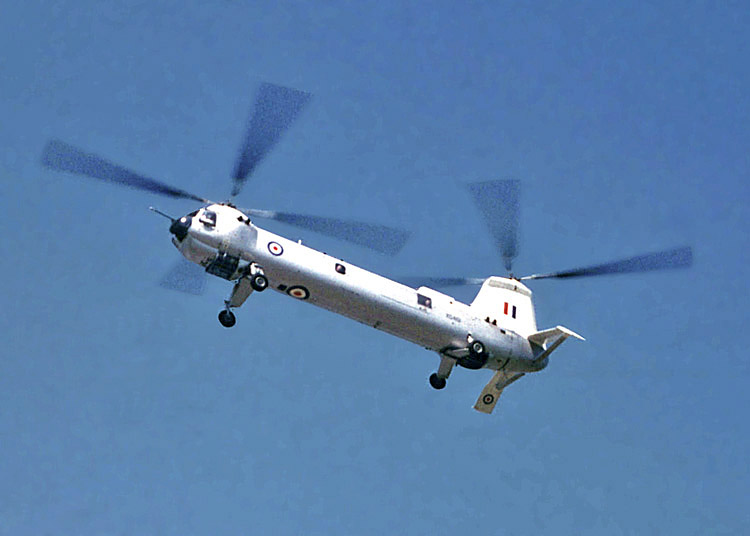
Le Belvedere, hélicoptère bi-rotors en tandem

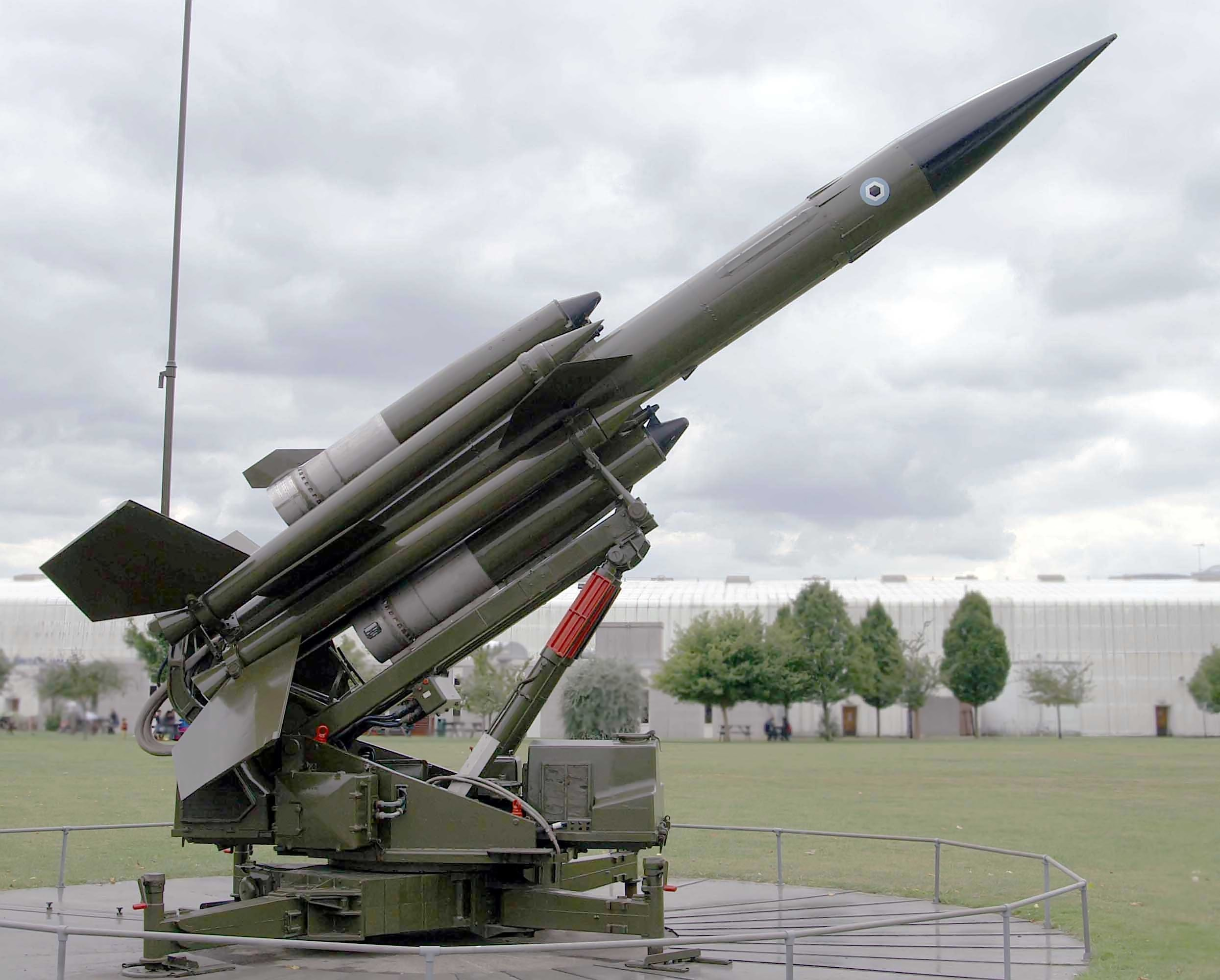
Missile Bristol Bloodhound

Fondée en 1910 sous le nom de British and Colonial Aircraft Company par Sir George White, la Bristol Aeroplane Company se développe rapidement lors de la Première Guerre mondiale notamment avec la construction du biplan de combat Bristol F.2.
Lors de la Seconde Guerre mondiale, Bristol réalise un avion de combat britannique, chasseur nocturne, chasseur-bombardier, torpilleur, avion d'attaque au sol, le Beaufighter, équipé du moteur en étoile Bristol Hercules XI à 14 cylindres de 1 400 ch, et un bimoteur, le Bristol Blenheim, équipé de moteurs Bristol Mercury 9-cylindres en étoile de 840 ch, qui fut utilisé notamment par les Forces aériennes françaises libres.
En 1944, une division hélicoptères est créée, elle produira le Bristol Type 171 Sycamore à partir de 1947 et le Bristol Belvedere dans les années 1950 et 1960.
En 1945, Bristol Cars, division automobile de la firme, est créée. Bristol permettra notamment au pilote automobile britannique Mike Hawthorn de décrocher la troisième place du Grand Prix automobile de Grande-Bretagne 1952 à Silverstone en motorisant sa Cooper T20.
À partir de 1949, Bristol développe un des premiers missile sol-air, le Bristol Bloodhound, dont la mise en service débute en 1958.
En 1956, ses opérations principales sont divisées en deux sociétés distinctes, Bristol Aircraft (avions) et Bristol Aero Engines (moteurs aviation). En 1959, Bristol Aircraft fusionne avec plusieurs compagnies d'aviation britanniques pour fonder British Aircraft Corporation (BAC), Bristol Aero Engines fusionne de son côté avec Armstrong Siddeley pour créer Bristol Siddeley, une firme qui sera rachetée en 1966 par Rolls-Royce Limited.

## Bristol motoriste de Formule 1
Le moteur Bristol BS1 est développé à partir du BMW motorisant les 328 de 1937, lequel s’est illustré en remportant les Mille Miglia en 1940 et sa catégorie aux 24 Heures du Mans 1939. Bristol, en récompense de ses efforts industriels pendant la Seconde Guerre mondiale, a obtenu la licence d’exploitation du moteur allemand en 1946 à titre de compensation pour services rendus à l’effort de guerre.
Ce moteur 6-cylindres en ligne de 1 971 cm3 sera engagé en Formule 1 de 1952 à 1955. Le BS2 de 2 200 cm3 sera lui engagé en 1956 et 1957.